# Sosie Bacon
Sosie Ruth Bacon (Los Angeles, 15 maart 1992) is een Amerikaans actrice. Ze speelde in diverse films en series, waaronder Scream, 13 Reasons Why en Smile. Bacon is de dochter van acteurs-koppel Kevin Bacon en Kyra Sedgwick.

## Filmografie

### Film
- 2005: Loverboy, als Emily Stoll
- 2014: Wishin' and Hopin', als Frances Funicello
- 2015: Ana Maria in Novela Land, als Poppy Lake
- 2015: Off Season, als Cassie
- 2018: Charlie Says, als Patricia Krenwinkel
- 2019: The Last Summer, als Audrey Jarvis
- 2021: Traces, als Sierra Jones
- 2022: Smile, als dr. Rose Cotter
- 2024: Once More, Like Rain Man, als gemene assistent
- 2024: What We Got Wrong, als Ella
- 2024: Other Other, als Myka
- 2024: Keep Coming Back, als Vlinder
- 2024: Hazard, als Sara

### Televisie
- 2009: The Closer, als Charlie Johnson
- 2014: Basic Witches, als Sosie
- 2015-2016: Scream, als Rachel Murray
- 2015: Lost Boy, als Summer Harris
- 2017-2018: 13 Reasons Why, als Skye Miller
- 2017: Story of a Girl, als Stacey
- 2018: Here and Now, als Kristen Bayer-Boatwright
- 2020: Narcos: Mexico, als Mimi Webb Miller
- 2021: Mare of Easttown, als Carrie Layden
- 2022: As We See It, als Mandy

### Podcast
- 2025: The Big Fix: A Jack Bergin Mystery, als Robin Franklin